# Interplay Entertainment
Interplay Entertainment Corporation — американська компанія, яка займається розробкою та видавництвом відеоігор.

## Історія
Компанія була заснована під ім'ям «Interplay Productions» в Південній Каліфорнії в 1983 році співробітниками компанії-розробника відеоігор Boone Corporation. Interplay стала відомою завдяки іграм The Bard's Tale і Wasteland, які видала Electronic Arts.
З 1988 року Interplay стала видавати власні ігри, почавши з Neuromancer і Battle Chess, перейшовши потім до випуску ігор інших компаній, продовжуючи розробку власних ігор. У 1993 році Interplay видала культову гру Descent, розроблену Parallax Software.
У 1997 році компанія Interplay розробила і випустила знаменитий Fallout, вдалу і добре сприйняту рольову гру, що відбувається в ретрофутурістічному пост'ядерному світі. У 1998 році вийшло не менш вдале продовження — Fallout 2. Однією з найуспішніших серій, які видавала Interplay, є Baldur's Gate — рольова відеогра, заснована на правилах Dungeons & Dragons. Вона була розроблена фірмою BioWare.
Протягом декількох років Interplay видала безліч популярних комп'ютерних ігор. Незважаючи на це, справи на ринку ігор для ігрових приставок йшли у неї значно гірше. Компанія випустила кілька популярних відеоігор для консолей — ClayFighter, Rock 'N Roll Racing, The Lost Vikings і Baldur's Gate: Dark Alliance, але так і не змогла закріпитися на цьому ринку.
Компанією робилися спроби зняти фільми за мотивами кількох своїх ігор, знаменитих Descent, Redneck Rampage і Fallout, але ці фільми так і не були створені.
У зв'язку з виходом у 1998 році на ринок цінних паперів NASDAQ, назва компанії була змінена на «Interplay Entertainment Corp.». Після цього протягом декількох років компанія зазнавала збитків. У 2002 році Interplay втратила більшість своїх видавничих функцій, підписавши довгострокову угоду з Vivendi Universal на видання ігор Interplay. Відразу після цього французький видавець ігор Titus Interactive завершив процедуру зміни контролю над компанією, після чого засновник Брайан Фарго покинув компанію. У 2002 акції Interplay були вилучені з обігу з NASDAQ унаслідок низької вартості цінних паперів.
У 2004 році було отримано повідомлення від орендара про несплату ренти, і офіційне представництво в Каліфорнії було закрито. Компанії стало нічим платити своїм робітникам. Представниками Interplay було сказано, що компанія переїжджає до іншого офісу і буде продовжувати свою діяльність. З серпня 2004 року сайт компанії стає недоступним.
Влітку 2005 року сайт Interplay став знову доступним, на ньому з'явився логотип компанії і три посилання: «About Interplay», «SEC Filings/Financial», «Investor Relations».
У листопаді 2006 року Interplay звернулася із заявкою на кредит на суму 75 млн доларів до одного з французьких банків для фінансування проекту по створенню багатокористувацької онлайн-ігри у всесвіті Fallout.
Після продажу прав на всю серію Fallout компанія знайшла кошти на початок розробки багатокористувацької гри під кодовою назвою Project V13, найнявши для цього Кріса Тейлора і Джейсона Андерсона, розробників попередніх ігор серії.
У квітні 2008 року Interplay заявила про намір реанімувати популярні в минулому проекти найближчим часом. У числі ігор, які отримають продовження значаться Earthworm Jim, Dark Alliance, Descent і MDK. 26 вересня відкрився новий сайт і форум компанії.

## Розроблені відеоігри

### Власні розробки
- The Bard's Tale (1985)
- Battle Chess (шахи)
- Fallout (1997)
- M.A.X.
- M.A.X. 2
- Neuromancer (1988)
- Star Trek: Starfleet Academy
- Stonekeep
- Wasteland (1988)

### Ігри, видані Interplay
- Blood And Magic (Tacyon Studios)
- Alone in the Dark (I-Motion)
- Another World (Delphine Software)
- Baldur's Gate (BioWare)
- Descent (Parallax Software)
- Fallout 2 (Black Isle Studios)
- Fallout Tactics: Brotherhood of Steel (MicroForte)
- FreeSpace 2 (Volition, Inc.)
- Descent: Freespace (Volition, Inc.)
- Hostile Waters: Antaeus Rising
- Giants Citizen Kabuto (Interplay)
- Icewind Dale
- Icewind Dale 2
- Lionheart: Legacy of the Crusader
- Mario Teaches Typing (Nintendo)
- MDK2 (action, BioWare)
- MDK (action, Shiny)
- Planescape: Torment (Black Isle Studios)
- Redneck Rampage (Xatrix)
- Rock N 'Roll Racing (Silicon & Synapse)
- The Lost Vikings (Silicon & Synapse)
- Virtual Pool (Celeris)
- Sacrifice (Shiny)
- Giants: Citizen Kabuto
- Evolva
- Messiah[en] (Shiny)
- Black Thorne (Blizzard Entertainment)
- Frankenstein: Through the Eyes of the Monster